# Coptoclavidae
Famille
Sous-familles de rang inférieur
- † Charonoscaphinae Ponomarenko, 1977
- † Coptoclavinae Ponomarenko, 1961
- † Coptoclaviscinae Soriano, Ponomarenko & Delclos, 2007
- † Hispanoclavinae Soriano, Ponomarenko & Delclos, 2007
- † Necronectinae Ponomarenko, 1977

Les Coptoclavidae forment une famille fossile de coléoptères du sous-ordre des Adephaga. 

## Présentation
Les différentes espèces datent du Jurassique supérieur au Crétacé inférieur et ont été trouvées en Algérie, Chine, Mongolie, Russie, Corée du Sud, en Espagne et au Royaume-Uni. 
Elles se répartissent en cinq sous-familles et, selon BioLib, en trois genres de classement incertain (incertae sedis: †Amblicephalonius Bode, 1953, †Carabopteron Martynov, 1926 et †Coptoclavella Ponomarenko, 1980).
Le genre type est: †Coptoclava Ping, 1928.